# Hedbålmossa
Hedbålmossa (Pallavicinia lyellii) är en bladmossart som först beskrevs av William Jackson Hooker, och fick sitt nu gällande namn av William Carruthers. Hedbålmossa ingår i släktet Pallavicinia och familjen Pallaviciniaceae. Enligt den svenska rödlistan är arten nationellt utdöd i Sverige. . Arten har tidigare förekommit i Götaland men är numera lokalt utdöd. Artens livsmiljö är jordbrukslandskap, våtmarker, sjöar och vattendrag. Inga underarter finns listade i Catalogue of Life.